# آبشار میل‌استریم
آبشار میل‌استریم (به انگلیسی: Millstream Falls) آبشاری است که در کوئینزلند، استرالیا واقع شده و ارتفاع کلی ریزشگاه آن ۷ متر است.